# Melanargia sicula
Melanargia sicula är en fjärilsart som beskrevs av Moritz Balthasar Borkhausen 1788. Melanargia sicula ingår i släktet Melanargia och familjen praktfjärilar. Inga underarter finns listade i Catalogue of Life.